# تاگارت
تاگارت (انگلیسی: Taggart) یک مجموعه تلویزیونی کارآگاهی اسکاتلندی است که در ۲۷ فصل مابین سال‌های ۱۹۸۵ تا ۲۰۱۰ میلادی پخش شد.

## بازیگران

### اصلی
- مارک مک‌مانوس
- الستر دانکن
- ایان آندرس
- جیمز مک‌فرسون
- بلایز داف
- کالین مک‌کریدی
- جان میچی
- الکس نورتون
- رابرت رابرتسون

### مکمل
- داوود قدمی
- شیوان ردموند

### میهمان
- پل باربر
- بیلی بوید
- ایون برمنر
- رابرت کارلایل
- جیمز کازمو
- آنت کراسبی
- الن کامینگ
- هنری ایان کوسیک
- کیت دیکی
- ران دوناکی
- هیو فریزر
- لورا فریزر
- رونالد فریزر
- ایان گلن
- جولیان گلاور
- هانا گوردون
- کلیر گروگن
- جان هانا
- لورنا هایلبرون
- ویوین هایلبرون
- داگلاس هنشال
- سلیا ایمری
- کنی ایرلند
- جیسون آیزکس
- اشلی جنسن
- سیمون لبیب
- فیلیدا لاو
- گری لوئیس
- فیلیس لوگان
- فرانسیس متیوز
- برایان مک‌کاردی
- گراهام مک‌تاویش
- پیتر مولان
- پیتر اوبرایان
- دیوید اوهارا
- اندرو لیپاتز
- آماندا ردمن
- دیوید رینتول
- ناتالی جی. راب
- دوگری اسکات
- شارون اسمال
- یوان استوارت
- سارا استیوارت
- کن استات
- میرا سایال
- اندرو تیرنان
- سیان توماس
- کیم تامسون
- رونان ویبرت
- جولین وادهام
- پل یانگ
- جیمی یوئیل
- تونی اوسوبا
- مایکل کارتر
- آیلا بلر
- توماش بورکووی